# Félix Fernández Torrado
Félix Fernández Torrado (Santa Marta, 1916-Madrid, 1976) fue un pintor español.

## Biografía
Nacido en 1916 en la localidad pacense de Santa Marta, entre sus profesores se contaron nombres como Francisco Núñez Losada y Adelardo Covarsí.
Fernández Torrado, que cultivó el género del paisaje, pasó a ocupar el cargo de director del Museo de Bellas Artes de Badajoz en 1952. Falleció en 1976 en Madrid. En 2006 tuvo lugar una exposición de su obra en el Museo de Bellas Artes de Badajoz.